# Cangakan (Karanganyar)
Cangakan is een bestuurslaag in het regentschap Karanganyar van de provincie Midden-Java, Indonesië. Cangakan telt 6240 inwoners (volkstelling 2010).